# Dunnet Head

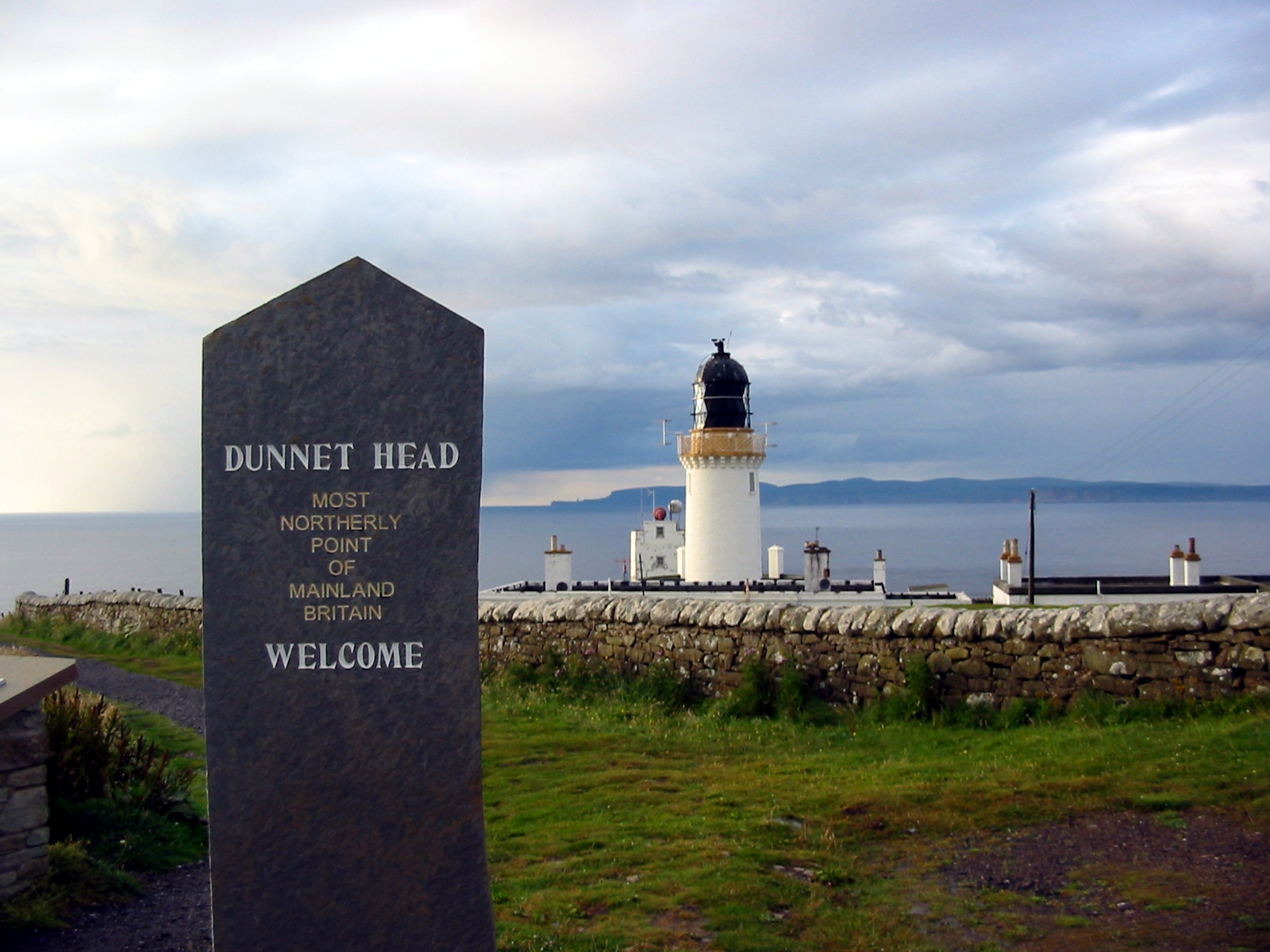
"Most northerly point of mainland Britain", ossia Il punto più a nord della terraferma della Gran Bretagna.

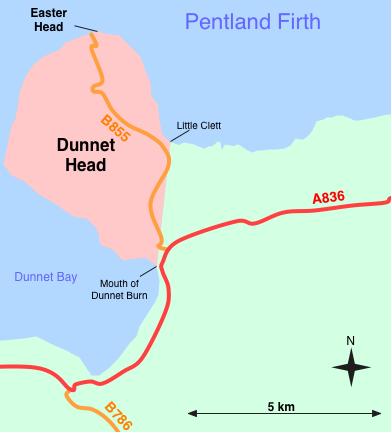
Pianta di Dunnet Head, che mostra la posizione di Easter Head

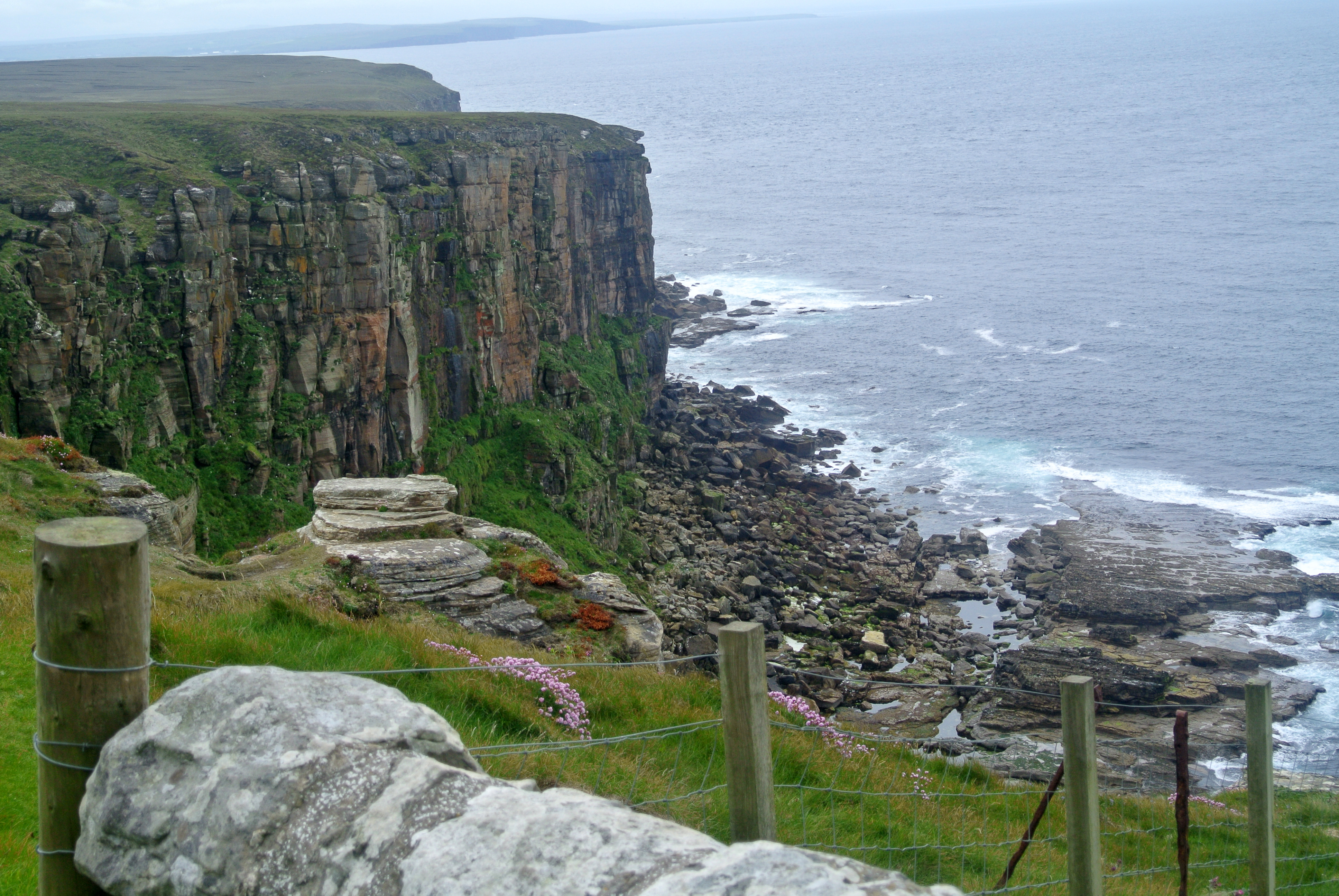
Vista di Dunnet Head. Le rocce sono Old Red Sandstone.

Dunnet Head (in lingua gaelica scozzese: Ceann Dùnaid) è una penisola di Caithness, sulla costa settentrionale della Scozia, che comprende il punto più settentrionale in assoluto della Gran Bretagna, isole minori escluse. Il punto, conosciuto come Easter Head, si trova a 58°40′21″N 3°22′31″W, a circa 18 km a ovest-nordovest di John o' Groats e a circa 20 km da Duncansby Head. Dunnet Head può anche essere vista come margine occidentale del Pentland Firth su lato meridionale del firth, o di Caithness (Duncansby Head rappresenta l'estremo orientale).
Il confine del promontorio con il resto della terraferma scozzese può essere definito come una linea nord-sud che corre da Little Clett fino all'inizio di Dunnet Burn a Dunnet Bay. Questa linea è affiancata per quasi tutto il suo tracciato da una strada a singola corsia, la B855, che collega Brough con Dunnet, ed è la strada più settentrionale della terraferma britannica. Da questa linea, il promontorio si protende verso ovest e verso nord nell'Oceano Atlantico e nel Pentland Firth, e offre riparo alle acque meridionali di Dunnet Bay.
La penisola si trova ad est del burgh di Thurso, e nei giorni di sereno, permette delle viste eccellenti delle isole Stroma ad est, e Hoy e delle Isole Orcadi, 15 km a nord, attraverso il Pentland Firth.
Presso il faro di Dunnet Head si trovano fortificazioni minori costruite durante la seconda guerra mondiale per proteggere la base navale di Scapa Flow, inclusa una stazione radar e un bunker utilizzato dai Royal Observer Corps durante la guerra fredda. Burifa Hill, su Dunnet Head, fu il sito della stazione principale di monitoraggio della catena settentrionale GEE delle stazioni radio di navigazione durante il secondo conflitto mondiale. Su Dunnet Head, durante la guerra mondiale, vi era una vasta gamma di artiglieria.